# La Celle-Saint-Cyr
La Celle-Saint-Cyr település Franciaországban, Yonne megyében. Lakosainak száma 842 fő (2022. január 1.). La Celle-Saint-Cyr Saint-Julien-du-Sault, Béon, Cézy, Précy-sur-Vrin és Sépeaux-Saint Romain községekkel határos.

## Népesség
A település népességének változása:
| Lakosok száma | 819  | 819  | 838  | 810  | 810  | 805  | 815  | 828  | 842  |
|               | 2013 | 2015 | 2016 | 2017 | 2018 | 2019 | 2020 | 2021 | 2022 |